# Fallerans
Fallerans település Franciaországban, Doubs megyében. Lakosainak száma 294 fő (2022. január 1.). Fallerans Valdahon, Vernierfontaine, Guyans-Durnes és Étalans községekkel határos.

## Népesség
A település népességének változása:
| Lakosok száma | 196  | 193  | 197  | 242  | 261  | 279  | 284  | 289  | 286  | 294  |
|               | 1968 | 1982 | 1990 | 2006 | 2013 | 2015 | 2017 | 2019 | 2020 | 2022 |